# NGC 300
NGC 300, (även känd som Caldwell 70 eller Bildhuggarens hjulgalax) , är en spiralgalax i stjärnbilden Bildhuggaren. Den upptäcktes den 5 augusti 1826 av James Dunlop. Den är en av de galaxer som ligger närmast den Lokala Gruppen, och den ligger troligen mellan den senare och Sculptorgruppen. Den är den ljusaste av de fem huvudspiralerna i riktning mot Sculptorgruppen. Den lutar i en vinkel av 42° mot siktlinjen från jorden och delar många egenskaper med Triangelgalaxen. Den är cirka 55 000 ljusår i diameter, något mindre än Vintergatan och har en uppskattad massa på (2,9 ± 0,2) × 1010 solmassor.

## Närliggande galaxer och gruppinformation
NGC 300 och den magellanska stavspiralgalaxen NGC 55 har traditionellt identifierats som medlemmar i Sculptorgruppen, en närliggande grupp av galaxer i stjärnbilden Bildhuggaren. Nyligen (2003) genomförda avståndsmätningar tyder dock på att dessa två galaxer faktiskt ligger i förgrunden. Det är troligt att NGC 300 och NGC 55 bildar ett gravitationsbundet par.

Dvärggalaxen Sculptor C ligger cirka 6,65 miljoner ljusår (2,04 megaparsek) från solen och är mycket sannolikt en satellitgalax till NGC 300. Sculptor C har en absolut magnitud på cirka −9,1 vilket är typiskt för andra nyligen (2024) upptäckta ultrasvaga dvärggalaxer.

## Avståndsuppskattningar
År 1986 uppskattade Allan Sandage avståndet till NGC 300 till 5,41 miljoner ljusår (1,66  Mparsec). År 1992 hade detta uppdaterats till 6,9 miljoner ljusår (2,1 Mparsec) av Freedman et al. År 2006 reviderades detta av Karachentsev et al. till att vara 7,0 ± 0,3 miljoner ljusår (2,15 ± 0,10 Mparsec). Ungefär samtidigt användes metoden med spets av den röda jättegrenen (TRGB) för att ta fram en uppskattning av 5,9 ± 0,4 miljoner ljusår (1,82 ± 0,13 Mparsec) med hjälp av kantdetektering och 6,1 ± 0,4 miljoner ljusår (1,87 ± 0,12 Mparsec) med maximal sannolikhet. Dessa resultat överensstämde med uppskattningar med nära-infraröd fotometri av Cepheidvariabler av Gieren et al. 2005, vilka gav en uppskattning av 6,1 ± 0,2 miljoner ljusår (1,88 ± 0,07 Mparsec). Genom att kombinera de senaste TRGB- och Cepheid-uppskattningarna uppskattas avståndet till NGC 300 till 6,07 ± 0,23 miljoner ljusår (1,86 ± 0,07 Mparsec).

## NGC 300-OT
På en CCD-bild tagen den 14 maj 2008 upptäckte amatörastronomen L.A.G. Berto Monard en ljus optisk transient (OT) i NGC 300 som betecknas NGC 300-OT. Den är belägen vid RA:  00 h 54 m 34,552 s och DEC : −37° 38′ 31,79″ i en spiralarm som innehåller aktiv stjärnbildning.  Dess bredbandiga magnitud var 14,3 i den bilden. En tidigare bild (från 24 april 2008), tagen strax efter att NGC 300 återuppstod bakom solen, visade en redan ljusnande OT vid magnitud ca 16,3. Inget ljusnande syntes på en bild från den 8 februari 2008, inte heller på några tidigare bilder. Transientens maximala uppmätta magnitud var 14,69 den 15 maj 2008.
Vid upptäckten hade transienten en absolut magnitud på MV ca −13 , vilket gör den svag i jämförelse med en typisk kärnkollapssupernova men ljus i jämförelse med en klassisk nova. Dessutom antyder de fotometriska och spektroskopiska egenskaperna hos OT att den inte heller är en lysande blå variabel. Sedan dess topp har ljusstyrkan sjunkit entydigt fram till september 2008 samtidigt som den blivit kontinuerligt rödare. Efter september 2008 fortsatte ljusstyrkan att falla i en lägre takt i det optiska spektrumet men med starka Hα- emissioner.  Dessutom består det optiska spektrumet mestadels av ganska smala vätebalmer- och CaII-emissionslinjer i kombination med stark CaII H&K-absorption. Forskning på historiska Hubblebilder ger en korrekt övre gräns för stamstjärnans ljusstyrka. Detta tydde på en lågmassig huvudseriestjärna som föregångare, med transienten som ett resultat av en stjärnsammanslagning liknande den röda galaktiska novan V838 Monocerotis. Analys av historiska bilder av området kring det övergående spektrumet (OT) tyder med 70 procent säkerhet på att föregångaren bildades i en stjärnexplosion för cirka 8–13 miljoner år sedan och antyder att föregångarens massa är 12–25 miljoner solmassor, förutsatt att OT utgör på en massiv stjärna i utveckling.

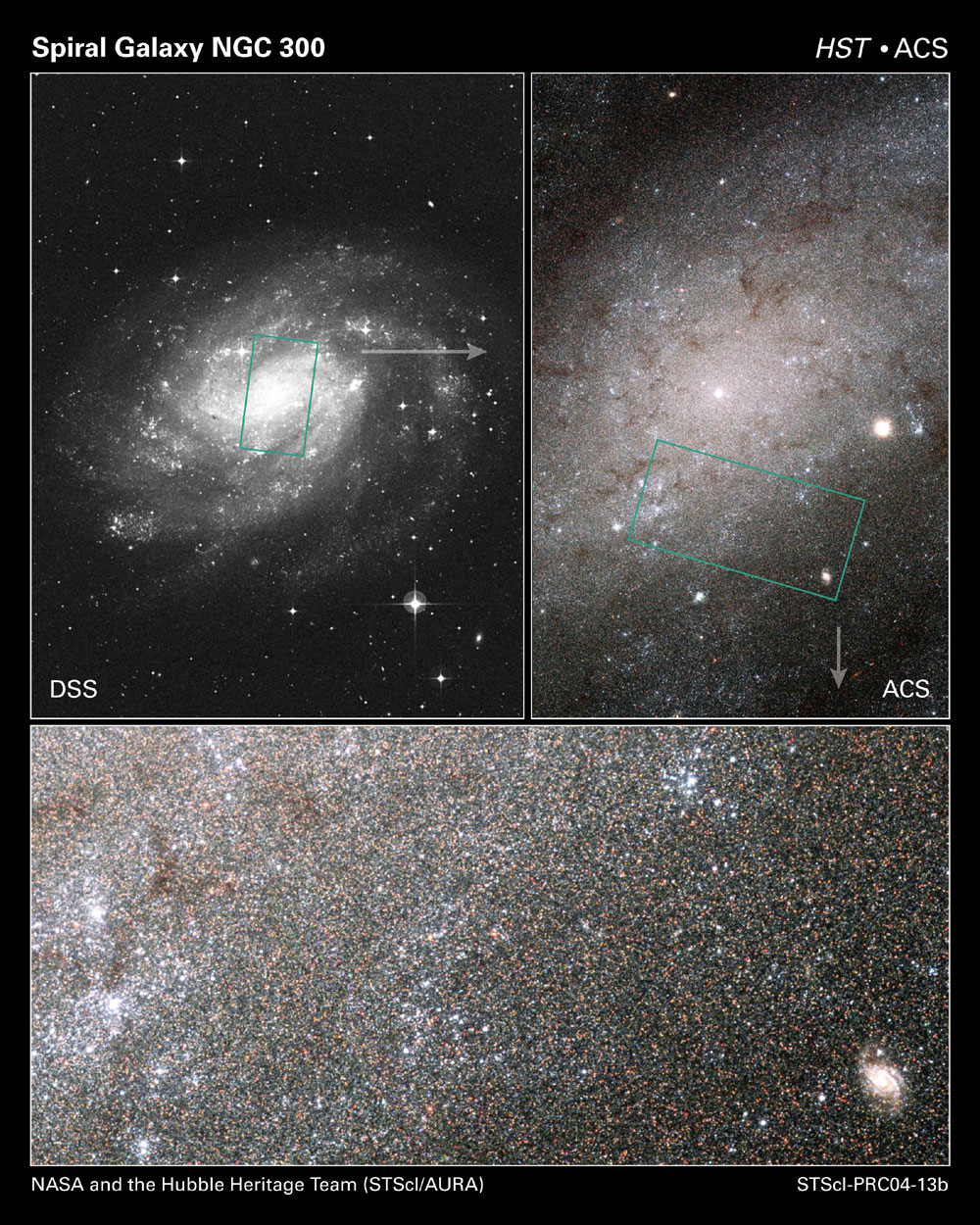
NGC 300 inzoomad av Hubbleteleskopet

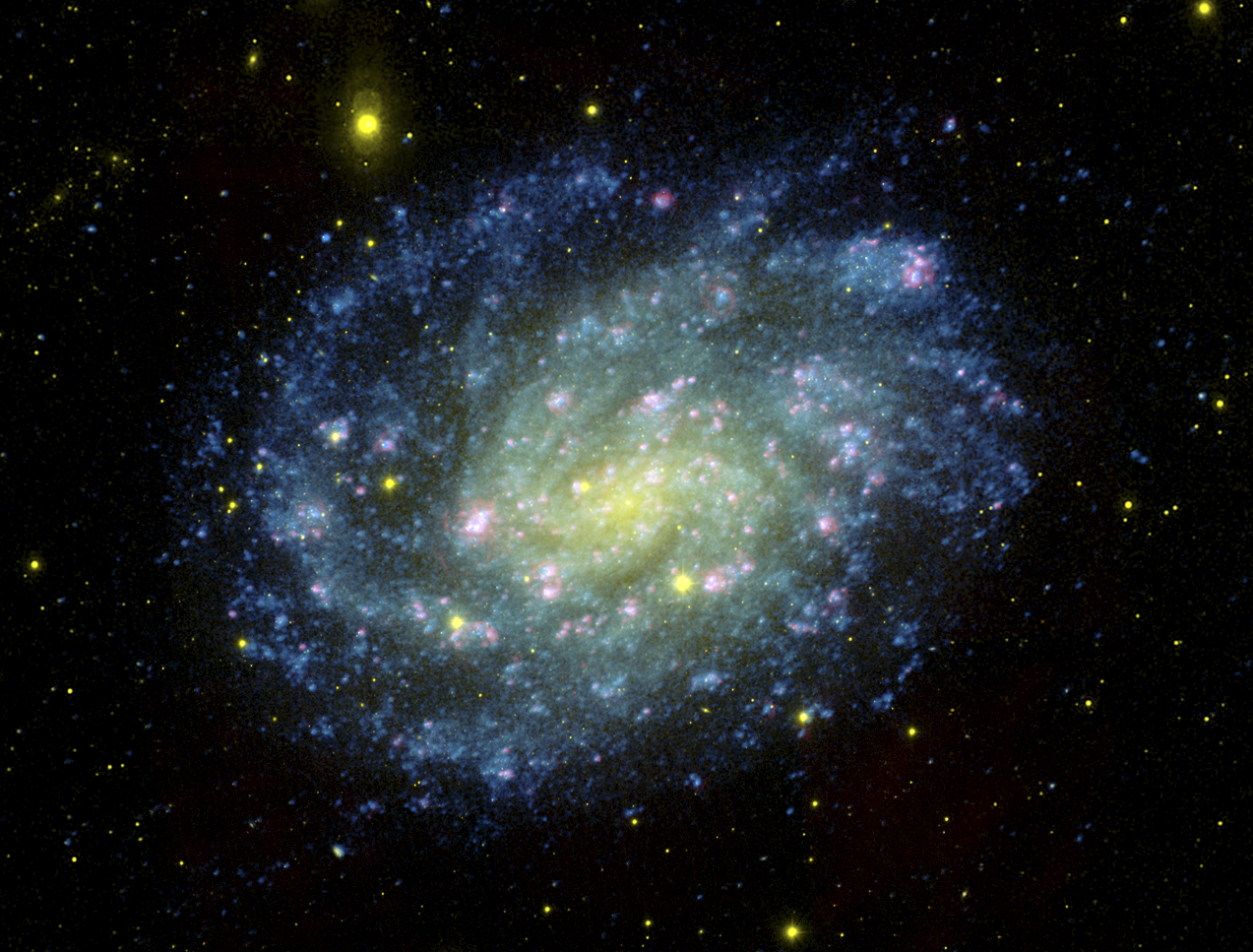
NGC 300 av GALEX, i ultraviolet ljus

År 2008 upptäcktes dock en ljusstark föregångare till den transienta stjärnan i mitten av infrarött ljus i historiska Spitzerdata. Detta var en stjärna som var dold av stoft, med en energifördelning analog med en svartkropp med R ≈ 300 AE och strålning vid T ≈ 300 K med Lbol ungefär en miljon gånger solens. Detta visade att transienten var förknippad med en energirik explosion av en stjärna med låg massa av ca 10 solmassor. Transientens låga luminositet jämfört med en typisk supernova med kärnkollaps, i kombination med dess spektrala attribut och stofttäckta egenskaper, gör den nästan identisk med NGG 6946:s SN 2008S.
Spektrumet för NGC 300-OT observerat med Spitzer visar starka, breda emissionsegenskaper vid 8 μm och 12 μm. Sådana egenskaper ses även i galaktiska kolrika protoplanetära nebulosor.
Den 19 april 2025 klassificerades NGC 300-OT som en transient röd stjärna med mellanliggande luminositet (ILRT).

## SN 2010da
SN 2010da (typ LBV, magnitud16) upptäcktes av Monard den 23 maj 2010. Den optiska transienten observerades 15,9 väster och 16,8 bågsekunder norr om galaxens centrum vid koordinaterna 00 55 04,86, −37 41 43,7.
Två uppsättningar oberoende uppföljningar av spektroskopidata tydde på att detta var ytterligare en optisk transient snarare än en supernova, möjligen en utbrytande lysande blå variabel enligt ett spektrum, som tidigare förutspåtts utifrån den potentiella föregångaren i mitten-infraröda ljuset. Transienten avtog med 0,5–0,7 magnitud på 9 dygn, mycket snabbare än transienten 2008 i NGC 300.

## Andra novor, supernovor och transienter
AT 2019qyl upptäcktes av Distance Less Than 40 Mpc Survey (DLT40) den 26 september 2019, med magnituden 17,1. Den klassificerades initialt som en typ IIn/LBV, men senare analys klassificerade stjärnan som en klassisk nova.
SN 2020acli ( typ IIn-pec , magnitud 18,4205) upptäcktes av Distance Less Than 40 Mpc Survey (DLT40) den 12 december 2020.
AT 2024oth (okänd typ, magnitud 19,85) upptäcktes av BlackGEM den 27 juni 2024.
AT 2024txt (okänd typ, magnitud 19,77) upptäcktes av Pan-STARRS den 29 juli 2024.

## Binärt svart hål
En röntgenkälla i NGC 300 betecknas NGC 300 X-1. Astronomer spekulerar i att NGC 300 X-1 är en ny typ av Wolf-Rayet + stjärnsystem med svarta hål, liknande det bekräftade systemet IC 10  X-1. Deras gemensamma egenskap är en omloppsperiod på 32,8 timmar. Det svarta hålet har en massa på 17 ± 4 solmassor och WR-stjärnan har en massa på 26 +7−5 solmassor. Båda objekten kretsar kring varandra på ett avstånd av cirka 18,2 solradier.

## WO-stjärna
Det finns en Wolf-Rayet-stjärna med syresekvens (WO4-typ), känd som STWR 13, belägen i en av de ljusa H II-regionerna i NGC 300.